# Polyrhachis antennata
Polyrhachis antennata är en myrart som beskrevs av Hugo Viehmeyer 1912. Polyrhachis antennata ingår i släktet Polyrhachis och familjen myror.

## Underarter
Arten delas in i följande underarter:
- P. a. aciculata
- P. a. antennata